# Спирея трёхлопастная
Спирея трёхлопастная (лат. Spiraea trilobata) — листопадный декоративный кустарник рода Спирея семейства Розовые. Вид был описан в 1771 году, в культуре — с 1801 года.

## Ботаническое описание

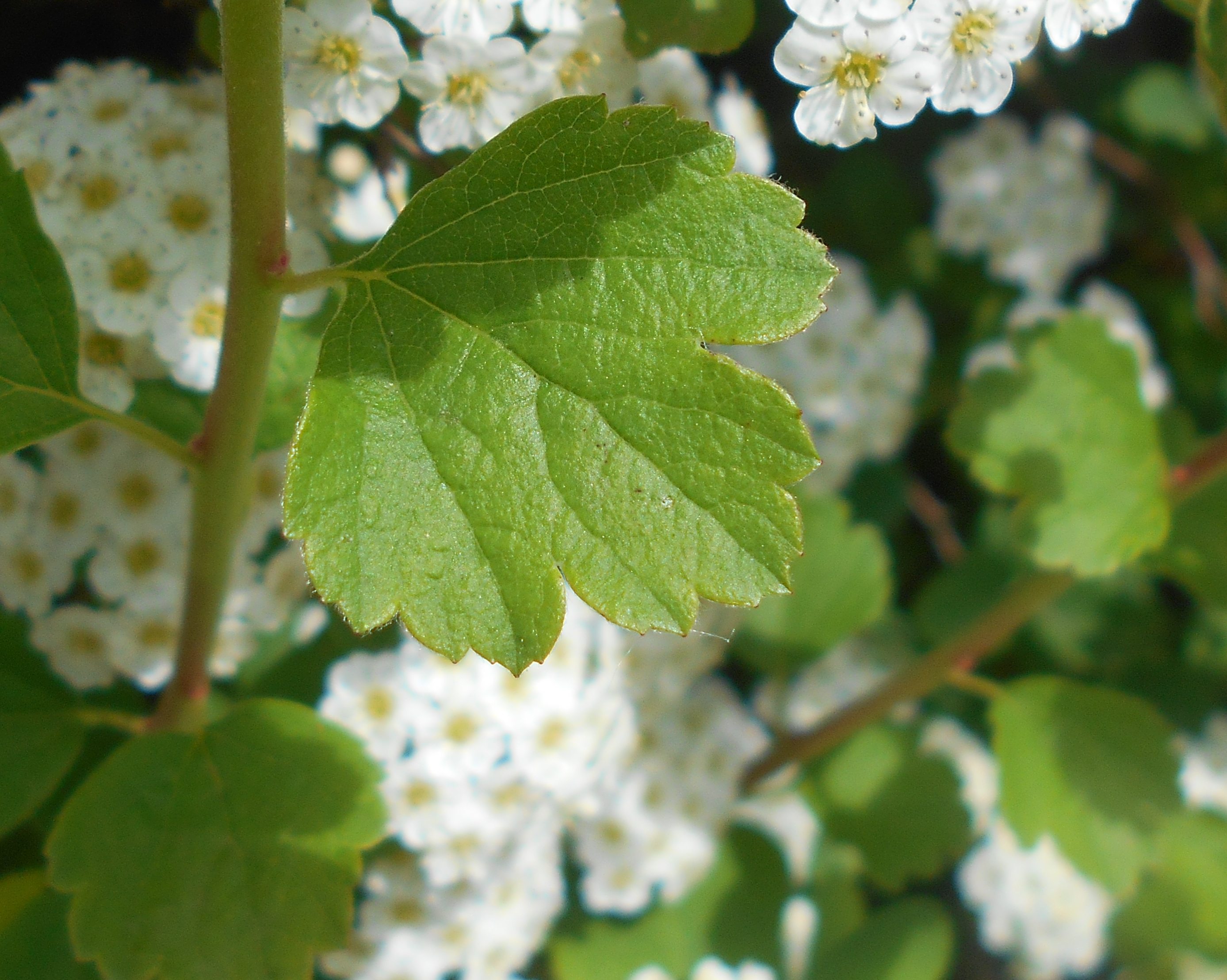

Кустарник высотой до 2 м, обычно 0,5–1,0(1,3) м. Крона компактная, густоветвистая, шаровидная или широкоокруглая. 
Ветви многочисленные, дуговидно-свисающие, тонкие. В молодости коричневато-жёлтые, голые, в старости тёмно-серовато-коричневые. Зимние почки мелкие, широкояйцевидные, с притупленной верхушкой, голые.
Листья простые, сильно различаются между теми, что растут на новых побегах и на старых ветвях. Расположены по длине стебля очередно. Короткозаостренные, крупнозубчатые или чаще неявно трех-пятилопастные. По форме листья почти округлые, от суборбикулярных до дельтовидных, 1,5–3(4) см длиной и шириной, неравнозубчатые, часто трехлопастные. Основание листа клиновидное, тупое или слабосердцевидное. Край листа пильчатый. Цвет листьев летом сверху сизовато-зелёный, снизу более светлый, голубовато-зелёный, при распускании — желтоватый, осенью — жёлто-оранжевый. Черешки 3–8 мм длиной. 
Цветки 0,5–0,8 см диаметром, белые, собранные по 15–30 штук в плотных щитках или зонтиках диаметром 2–4 см, которые расположены на верхушках облиственных, коротких, боковых веточек по всей длине побегов текущего года. Цветоносы 5–10 мм длиной, цветоножки 5–12 мм длиной. Прицветники линейные или обратноланцетные, верхняя часть глубоко разделена на тонкие доли. Околоцветник актиноморфный. Трубка чашечки колокольчатая, снаружи голая, внутри серовато-белые опушенная. Чашелистики треугольные, вершина острая, внутренняя маска редко опушенная. Лепестков по 5 штук, широко обратнояйцевидные, вершина часто слегка вогнутая, 2,5–4,0 мм длины и ширины. Тычинок 18–20, короче лепестков; диск около 10 лопастей. разной величины, вершины долей слегка вогнутые, расположены кольцом, завязь опушенная, столбик короче тычинок. Фолликулы открытые, лишь слегка опушенные или голые по вентральному шву, конец столбика слегка наклонен, чашелистики прямостоячие. 
Цветение в мае-июне, обильное, продолжительностью иногда до месяца. 
Плод — листовка. Период плодоношения июль-август. Плодоносит с 4–7 лет, регулярно и обильно, плоды созревают в конце сентября, в годы с ранними заморозками плоды не вызревают (в климате Новосибирска).
Семена веретеновидные, боковые слегка сжатые, брюшная сторона с продольным швом, вершина клювовидная, бугорок на брюшной стороне с широкой беловатой каймой, 1,6–1,8 × 0,5 мм. Поверхность слабо поперечно-морщинистая, желтовато-коричневая, блеск слабый. 
Корневища содержат дубильные вещества. 
Зимостойкость высокая. Медонос. 

## Ареал и экология
Естественный ареал — Средняя Азия, Сибирь, Северный Китай (Хэйлунцзян, Ляонин, Внутренняя Монголия, Шаньдун, Шаньси, Хэбэе, Хэнань, Аньхой, Шэньси и Ганьсу). Местами натурализовалась в США.   
В естественных условиях произрастает на каменистых солнечных склонах или в кустарниках, на высоте 450–2400 метров над уровнем моря. Встречается единично и небольшими группами на скалах и каменистых россыпях в степном и лесном поясе гор. Петрофит. Мезофит.  
Засухоустойчива, светолюбива, газоустойчива. Очень устойчива к городскому загрязнению. Не зависит от типа почвы или рН. Мезотроф.   

## Применение
Широко используется в культуре, в городском озеленении. Рекомендована для выращивания в зонах морозостойкости 3b–8a, но на практике может выращиваться более северных районах.
Используется для посадках в группы, свободно растущих живых изгородей и бордюров, в опушки, цветочные миксбордеры, в сады непрерывного цветения, композиции переднего плана, альпийские горки.
Нуждается в регулярной санитарной обрезке из-за ежегодного отмирания части однолетних побегов и раннего старения.
В идеальных условиях можно ожидать, что куст проживет около 20 лет. После 15 лет рекомендуется проводить омоложение куста через каждые 10 лет.
Сорта 'Fairy Queen' и  'Swan Lake' более компактны, чем видовое растение, их высота не превышают одного метра. 
Гибрид между спиреей трехлопастной и спиреей кантонской (Spiraea cantoniensis) — спирея Вангутта (Spiraea ×vanhouttei).